# Tommuttioja
Tommuttioja is een beek, die stroomt in de Finse gemeente Enontekiö in de regio Lapland. Het riviertje verzorgt de afwatering van het Tommuttijärvi. De beek loost haar water in de Hietajoki.
Afwatering: Tommuttioja → Hietajoki → Muonio → Torne →  Botnische Golf